# Na Dança do Striptease
Na Dança do Striptease é um álbum da banda brasileira Companhia do Pagode, lançado em 1995. O álbum recebeu um disco de platina pela ABPD, com mais de 250 mil cópias vendidas.